# 7+one 〜音の彩り〜
「7+one 〜音の彩り〜」（せぶんぷらすわん おとのいろどり）は2013年7月3日にリリースされたアンダーグラフのアルバム。

## 概要
- オリジナル作品としては2年振りとなるリリース。
- 7人のプロデューサー達と制作した楽曲7曲とセルフプロデュースの1曲を加えた合計8曲が収録されている。
- 初回限定盤にはDVDが付属されている。

## 収録曲
1. 愛それは愛
produced by KOUSUKE MASAKI（from moumoon）
2. 空へ届け（Album Version）
produced by 藤井丈司
3. MATATABI
produced by いしわたり淳治
4. 第三次成長期
produced by 島田昌典
5. Mother feat.MICRO（HOME MADE 家族）
produced by 根岸孝旨
6. 去年今年（こぞことし）
produced by 宅見将典
7. 素敵な未来
produced by 常田真太郎（from スキマスイッチ）
8. ビューティフルニッポン
produced by アンダーグラフ

## 演奏
- 真戸原直人：Vocal, Guitar
- 中原一真：Bass, Chorus
- 谷口奈穂子：Drums, Percussion, Chorus
- 吉田トオル：Keyboards & Programming
- アオキサトシ：Guitar (#1-5.7.8)
- 根岸孝旨：Guitar (#5)
- 宅見将典：Guitar, Marimba (#6)
- 丸田美紀：琴 (#6)
- 常田真太郎 (スキマスイッチ)：Piano (#7)
- 弦一徹ストリングス：Strings (#7)

## 初回限定盤DVD収録内容
1. 素敵な未来 Music Movie
  - 監督は5thシングルユビサキから世界をのPVを手掛けた行定勲氏。
2. インタビュー
3. 素敵な未来メイキング映像